# Delara Burkhardt
Delara Burkhardt (Amburgo, 3 novembre 1992) è una politica tedesca, europarlamentare nella IX legislatura.
Il 4 febbraio 2021 ha patrocinato la causa di Kacjaryna Andrėeva come prigioniera politica.

## Biografia
Burkhardt è cresciuto a Siek e si è diplomata alla Stormarn School di Ahrensburg nel 2012. Si è laureata in sociologia e scienze politiche presso la Christian-Albrechts-University di Kiel e un master in economia sociale presso l'Università di Amburgo. Burkhardt era un membro della Fondazione Friedrich Ebert.
Dal 2012 al 2014, Burkhardt ha lavorato come studentessa lavoratrice per Tobias von Pein, membro del parlamento statale dello Schleswig-Holstein. Dal 2014 al 2016, sempre come studentessa lavoratrice, ha realizzato l'annuale “Rapporto sulla parità” per il distretto DGB nord. Questa è una panoramica della situazione del mercato del lavoro femminile negli stati federali di Amburgo, Schleswig-Holstein e Meclemburgo-Pomerania occidentale. Dal 2017 al 2019 ha lavorato in un'agenzia di comunicazione ad Amburgo. Vive a Kiel.